# Agujero de la capa de ozono

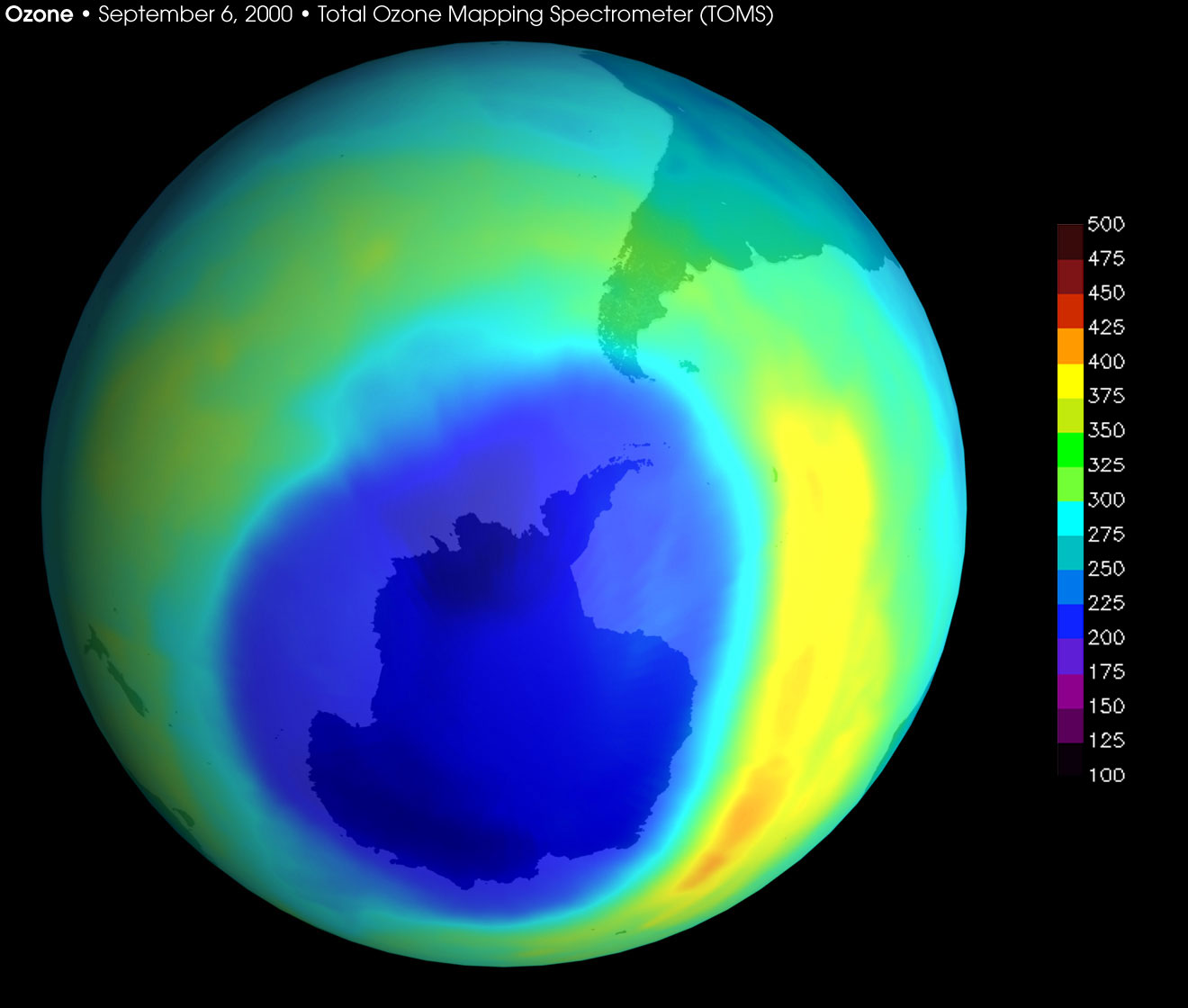
Imagen del agujero más grande de la capa de ozono en la Antártida, registrado en septiembre de 2000. Datos obtenidos por el instrumento Total Ozone Mapping Spectrometer (TOMS) a bordo de un satélite de la NASA.

El agujero de la capa de ozono es una zona de la atmósfera terrestre donde se producen reducciones anormales de la capa de ozono. Es un fenómeno anual observado durante la primavera en las regiones polares y que es seguido de una recuperación durante el verano. El contenido en ozono se mide en unidades Dobson (siendo UD=  3.69 × 1015 moléculas/cm² o  3.70 × 1020 moléculas/m²).
En las mediciones realizadas desde finales del año 1970 se descubrieron importantes reducciones de las concentraciones de ozono en dicha capa, con especial incidencia en la zona de la Antártida. Se atribuyó este fenómeno al aumento de la concentración de cloro y de bromo en la estratosfera debido a las emisiones antropogénicas de compuestos químicos, entre los que destacan los compuestos clorofluorocarbonados (CFC) utilizados como fluido refrigerante.
La reducción de la capa de ozono y el agujero en la misma generaron una preocupación mundial sobre el incremento en el riesgo de cáncer y otros efectos negativos. La capa de ozono impide que las longitudes de onda UVB de luz ultravioleta atraviesen la atmósfera terrestre. Estas radiaciones causan cáncer de piel, quemaduras y cataratas, consecuencias que se calculó que incrementarían sensiblemente como resultado del adelgazamiento del ozono, así como daños en plantas y animales. Estas preocupaciones condujeron a la adopción en 1987 del Protocolo de Montreal, en el que los países firmantes se comprometían a reducir a la mitad la producción de CFC en un periodo de 10 años.  
La prohibición entró en vigencia en el año 1989. Los niveles de ozono se estabilizaron a mediados de los años 1990 y empezaron a recuperarse en los años 2000. Se espera que la recuperación continúe a lo largo del siglo XXI y que el agujero de la capa de ozono alcance niveles anteriores a 1980 en torno a 2075. El Protocolo de Montreal se considera el acuerdo medioambiental internacional más exitoso hasta la fecha.

## La capa de ozono
Casi el 99 % de la radiación ultravioleta del Sol que alcanza la estratosfera se convierte en calor mediante una reacción química que continuamente recicla moléculas de ozono (O3). Cuando la radiación ultravioleta impacta en una molécula de ozono, la energía escinde a la molécula en átomos de oxígeno altamente reactivos; casi de inmediato, estos átomos se recombinan formando ozono una vez más y liberando energía en forma de calor.
- La formación de ozono se inicia con la fotólisis (ruptura de enlaces químicos por la energía radiante) del oxígeno molecular por la radiación solar de una longitud de onda menor de 240 nm (nanómetros).

{\displaystyle O_{2}\longrightarrow O+O}
- El ozono por sí mismo absorbe luz UV de entre 200 y 300 nm:

{\displaystyle O_{3}\longrightarrow O+O_{2}}
- Los átomos de oxígeno, al ser muy reactivos, se combinan con las moléculas de oxígeno para formar ozono:

{\displaystyle O+O_{2}+M\longrightarrow O_{3}+M}
Donde M es cualquier sustancia inerte, como por ejemplo el nitrógeno (N2). El papel que tiene M en esta reacción exotérmica es absorber parte del exceso de energía liberada y prevenir la descomposición espontánea de la molécula de ozono (O3). La energía que no absorbe M se libera en forma de calor. Cuando las moléculas de M regresan por sí mismas al estado basal, liberan más calor al entorno.
A pesar de que todo el ozono atmosférico, en condiciones normales de presión y temperatura, sería una capa de sólo unos 3 mm de grosor, su concentración es suficiente para absorber la radiación solar de longitud de onda de 200 a 300 nm. Así, la capa de ozono funciona como un escudo que nos protege de la radiación UV.

## Causas de la disminución de ozono en la estratosfera
El ozono es una sustancia cuya molécula está compuesta por tres átomos de oxígeno y se forma al disociarse los dos átomos que componen el gas de oxígeno. Cada átomo de oxígeno se une a otra molécula de oxígeno formando moléculas de ozono O3. 
Se le denomina capa de ozono a la estratosfera terrestre, que concentra más del 90% de todo el ozono existente en el planeta. Esta capa tiene una gran importancia dentro de nuestra vida ya que sirve para depurar el aire y sobre todo sirve para filtrar los rayos ultravioletas procedentes del espacio. Sin ese filtro, la existencia de vida en la tierra sería imposible. 

### Clorofluorocarbonos
Desde mediados de los años 1970, los científicos se han preocupado por los efectos nocivos de ciertos clorofluorocarbonos (CFC) en la capa de ozono. Los CFC, que se conocen con el nombre comercial de freones, se sintetizaron por primera vez en los años 1930. Los más comunes son el triclorofluorometano ({\displaystyle CFCl_{3}}, conocido como freón 11), el diclorodifluorometano ({\displaystyle CF_{2}Cl_{2}}, freón 12), el 1,1,2-tricloro-1,2,2-trifluoroetano ({\displaystyle C_{2}F_{3}Cl_{3}}, freón 113) y el 1,2-diclorotetrafluoroetano ({\displaystyle C_{3}F_{4}Cl_{4}}, freón 114). 
Como estos compuestos se licúan con facilidad y son más o menos inertes, no tóxicos, no combustibles y volátiles, se han utilizado como refrigerantes para acondicionadores de aire y refrigeradores en lugar del amoníaco ({\displaystyle NH_{3}}) y del dióxido de azufre ({\displaystyle SO_{2}}) líquido, que son muy tóxicos. Los CFC se utilizan en grandes cantidades para fabricar productos desechables, como vasos y platos, propelentes para aerosoles en lata y disolventes para limpiar tarjetas de circuitos electrónicos. La mayor parte de los CFC que se usan en el comercio y en la industria se vierten a la atmósfera. Como son poco reactivos, los CFC se difunden con lentitud (tardan años) hacia la estratosfera sin sufrir cambios; ahí se descomponen por la radiación UV de longitudes de onda de 175 a 220 nm:
Los átomos de oxígeno de esta reacción los aporta la descomposición fotoquímica del oxígeno molecular y del ozono. Se debe notar que el átomo de cloro funciona como catalizador en el mecanismo de la reacción y, como no se utiliza, puede participar en muchas reacciones de este tipo: puede destruir más de 100 000 moléculas de ozono antes de eliminarse en alguna otra reacción. La especie ClO es un intermediario porque se produce en el primer paso elemental y se consume en el segundo paso. Este mecanismo de destrucción de ozono se ha comprobado por la detección del monóxido de cloro en la estratosfera en años recientes. La concentración de ozono disminuye en las regiones que tienen más cantidad de ClO.

### Óxidos de nitrógeno
Otro grupo de compuestos que pueden destruir el ozono de la estratosfera son los óxidos de nitrógeno (representados como {\displaystyle NO_{X}}), como {\displaystyle NO}, {\displaystyle NO_{2}}, {\displaystyle N_{2}O} y {\displaystyle N_{2}O_{5}}. Estos compuestos provienen de los gases expulsados por los aviones supersónicos que vuelan a gran altura, por procesos naturales y por otros procesos hechos por el hombre. La radiación solar descompone una cantidad considerable de otros óxidos de nitrógeno en óxido nítrico (NO), que también actúa como catalizador en la destrucción del ozono. El {\displaystyle NO_{2}} es el intermediario, pero también puede reaccionar con el monóxido de cloro formando nitrato de cloro ({\displaystyle ClONO_{2}}). Este último es más o menos estable y sirve como «depósito de cloro», otro factor que contribuye a la destrucción del ozono estratosférico en los polos.

### Causas naturales y artificiales
Existen estudios que sostienen que la influencia de las 7500 toneladas de cloro provenientes de CFC que ascienden anualmente a la estratosfera[cita requerida] es mínima frente a los 600 000 000 de toneladas de cloro y flúor (otro gas agresivo) en forma de sales que escapan de los océanos como aerosoles.[cita requerida]
A estas cantidades de compuestos químicos de origen natural habría que sumarles los aportes de metilcloro por incendios de bosques y, por lo menos, otras 36 000 000 de toneladas anuales en forma de HCl proveniente de erupciones volcánicas.[cita requerida] Se han observado correlaciones entre erupciones volcánicas fuertes y disminuciones temporarias en el tenor de ozono estratosférico y se considera probable que los volcanes de la Antártida tengan un efecto muy directo: uno solo de ellos, el Erebus, expulsa cada año unas 15 000 toneladas de cloro y algo menos de flúor,[cita requerida] a muy poca distancia de la estratosfera antártica. Sin embargo, se sabe que la mayor parte de este cloro regresa a la Tierra arrastrado por las lluvias antes de salir de la troposfera. Tampoco hay acuerdo sobre estas cifras relativas, que dependen de las mediciones y del método de cálculo.
Otro factor natural que influye en la velocidad de reconstitución de la capa de ozono es la variación de la actividad solar, ya que cuando hay mayor irradiación ultravioleta se genera más ozono, pero también más óxidos de nitrógeno que deprimen el tenor de ozono. Los orígenes de la incertidumbre acerca de los factores que afectan la capa de ozono son, como se ve, muy diversos.[cita requerida]

## Agujeros en la capa de ozono
A mediados de los años 80 se empezó a acumular pruebas de que a finales del invierno se había formado un «agujero» en la capa de ozono del polo sur, donde el ozono se había reducido aproximadamente un 50 %. El descubrimiento del «agujero de ozono» antártico se dio a conocer por los científicos Joe Farman, Brian G. Gardiner y Jon Shanklin, del British Antarctic Survey, a través de un artículo en Nature en mayo de 1985. Resultó una sorpresa para la comunidad científica, ya que la disminución observada de la capa de ozono polar era mucho más grande de lo que nadie había anticipado. Algunas mediciones por satélite se hicieron públicas al mismo tiempo y mostraron el agotamiento masivo del ozono alrededor del polo sur. Sin embargo, estas medidas inicialmente se rechazaron como no razonables por los algoritmos de control de calidad de datos (se filtraron como errores ya que los valores eran inesperadamente bajos). Sólo se detectó el agujero de ozono en los datos de satélite cuando los datos brutos se reprocesarán tras la evidencia del agotamiento del ozono en observaciones in situ.
Durante el invierno, en la estratosfera se forma una corriente de aire que rodea la Antártida y que se conoce como “torbellino polar” o vórtice. El aire que queda atrapado en este torbellino se vuelve extremadamente frío durante la noche polar, lo cual favorece la formación de partículas de hielo denominadas nubes polares estratosféricas. Estas nubes actúan como un catalizador heterogéneo al proporcionar una superficie para las reacciones en las que el cloruro de hidrógeno (HCl) de la Tierra y el nitrato de cloro se convierten en moléculas de cloro reactivas:
{\displaystyle {\rm {HCl+ClONO_{2}\longrightarrow Cl_{2}+HNO_{3}}}}
Al comienzo de la primavera, la luz solar separa al cloro molecular en sus átomos de cloro, que son muy reactivos y los responsables de la destrucción del ozono según la reacción:
{\displaystyle Cl+O_{3}\longrightarrow ClO+O_{2}}
{\displaystyle ClO+O\longrightarrow Cl+O_{2}}
El resultado global es la eliminación neta de una molécula de O3 de la estratosfera:
{\displaystyle O_{3}+O\longrightarrow 2O_{2}}
La situación es menos grave en el Ártico porque en esta región más caliente el torbellino no dura tanto tiempo. El vórtice sella la Antártida y evita las influencias en esta región del resto de la atmósfera. El aislamiento producido por el vórtice impide que el aire más cálido y rico en ozono existente alrededor de la Antártida, proveniente de los trópicos, fluya hacia el polo, lo que ayudaría a reemplazar el ozono destruido y elevar las temperaturas en este continente. En cambio, el aire rico en ozono, que llevan hacia el polo las ondas planetarias, se junta al borde del vórtice formando un "anillo" de aire con altas concentraciones de ozono que puede verse en las imágenes satelitales.
En 2009, la NASA señaló que, si no se hubiera firmado el tratado de Montreal, para 2065 se habrían destruido dos terceras partes de la capa y el "agujero" de ozono sería permanente. La radiación ultravioleta, que daña el ADN, habría aumentado seis veces. Apenas cinco minutos de exposición al Sol habrían causado quemaduras en la piel. El índice de rayos ultravioleta durante el verano habrían aumentado hasta 30 (siendo 10 considerado extremo a día de hoy). En 2030 habría dos millones adicionales de casos de cáncer de piel. Aunque los CFC no son considerados gases de efecto invernadero, la desaparición del ozono también habría tenido consecuencias climáticas al afectar a los patrones de circulación atmosféricos.

## Actuaciones internacionales
En 1976, un informe de la Academia Nacional de Ciencias de Estados Unidos aportaba una evidencia científica sobre la disminución del ozono. A raíz de este, unos cuantos países, entre ellos Canadá, Suecia, Noruega y Estados Unidos, tomaron las primeras iniciativas de eliminación de los CFC en las latas de aerosoles.
Aunque esto se concibió como un primer paso hacia una regulación más exhaustiva, los progresos posteriores se ralentizaron por factores políticos y por la aparición de informes de la misma academia que indicaban que el primer informe había sobrestimado la disminución de la capa de ozono. 
En 1985, veinte países, incluyendo los mayores productores de CFC, firmaron el Convenio de Viena para la Protección de la Capa de Ozono, donde se establecía un marco para la negociación de regulaciones internacionales sobre sustancias que afectaran a la capa de ozono. Ese mismo año se anunció el descubrimiento del agujero de ozono en la Antártida, lo que atrajo la atención del gran público sobre el tema. 
El propósito principal del Convenio de Viena es estimular la investigación, observaciones científicas y la cooperación entre las naciones a fin de tener un mejor entendimiento de los procesos atmosféricos a nivel mundial. Se acordó el control de numerosas sustancias y también una investigación más detallada. El Convenio estableció los protocolos para el futuro y especificó los procedimientos para las enmiendas y para la resolución de disputas.
En 1987, representantes de 43 naciones firmaron el Protocolo de Montreal. Se comprometieron a mantener los niveles de producción de CFC de 1986 y a reducirlos en un 50 % en 1999. Pero al irse acumulando más evidencia científica sobre el origen humano de la disminución del ozono, se hizo necesario un nuevo acuerdo, que se firmó en 1990 en Londres. Los participantes se comprometían a eliminar totalmente los CFC en el año 2000. Sólo se permitía un pequeño porcentaje marcado como de uso esencial, como los inhaladores para casos de asma. Una nueva reunión en 1992 en Copenhague adelantó la fecha de eliminación a 1996.
En gran proporción los CFC fueron sustituidos por hidroclorofluorocarburos (HCFC). Estos últimos no suponen una amenaza para la capa de ozono, pero sí son gases que potencian el efecto invernadero.
Como propuesta curiosa, en 1989, el físico italiano Antonino Zichichi llegó a proponer lanzar misiles repletos de ozono para tapar el agujero de la Antártida.
Aunque las medidas asociadas al protocolo de Montreal han reducido las emisiones de CFC, el efecto de esta reducción sobre el agujero de ozono aún no es estadísticamente significativo. Un trabajo de Newman et al en 2006 preveía que la recuperación total no se produciría hasta 2050 y que una recuperación parcial estadísticamente detectable no se daría hasta 2024.
Hay una incertidumbre relativa a estos resultados: proviene del calentamiento global causado por el CO2 que, al calentar la estratosfera, podría conducir a un incremento de la reducción de la capa de ozono y de la frecuencia de aparición de agujeros.
Las últimas mediciones realizadas con satélites indican que el agujero en la capa de ozono se está reduciendo y que los niveles de clorofluorocarbonos (CFC) han disminuido. La concentración de esos compuestos químicos, que dañan la capa de ozono de la atmósfera, ha ido aumentando a un ritmo constante hasta el año 2000. Desde entonces, la concentración de CFC se ha reducido a razón de casi un 1 % anual. El descenso permite esperar que el agujero de la capa de ozono pueda cerrarse a mediados de siglo.

## Conceptos erróneos sobre el agujero de ozono
- La capa de ozono no es un objeto sólido: el concepto de «capa de ozono» quiere decir en realidad «zona donde el ozono es más abundante de lo común», es decir, una zona diferenciada dentro de la atmósfera. Por lo tanto, el agujero es una zona donde la concentración de ozono es menor de lo normal.

- Los clorofluorocarbonos son demasiado pesados para llegar a la estratosfera: en los primeros 80 km (kilómetros) de la atmósfera terrestre, la composición de los gases es prácticamente invariable con la altura, con excepción del vapor de agua. A esta capa se la llama a veces, por este motivo, homosfera. Se ha citado a veces como ejemplo el radón, gas muy pesado y que no se observa en la estratosfera. Sin embargo, el radón es un gas radiactivo con un periodo de semidesintegración de unos pocos días. Debido a esto, en unas pocas semanas el radón que se produce a ras de suelo ha desaparecido completamente y no tiene tiempo de subir en cantidades importantes a la estratosfera. Los CFC, como son estables, sí tienen ese tiempo.

- Los países productores de CFC están en el hemisferio norte, pero el agujero de ozono está en el hemisferio sur: de igual modo que en el punto anterior, los CFC se reparten de forma homogénea. El agujero de ozono es más notorio en la Antártida debido a temperaturas que se alcanzan allí, lo que permite la formación de nubes estratosféricas.

- Las fuentes naturales de cloro son mucho más importantes que las humanas: el cloro producido por la naturaleza, fundamentalmente en los volcanes, se disuelve fácilmente en las nubes, por lo que llega a la estratosfera en pequeñas cantidades. En cambio, los CFC son químicamente inertes en la troposfera y no se disuelven en agua. Existen estudios que sostienen que la influencia de las 7500 toneladas de cloro provenientes de CFC que ascienden anualmente a la estratosfera[cita requerida] es mínima frente a los 600 000 000 de toneladas de cloro y flúor (otro gas agresivo) en forma de sales que escapan de los océanos como aerosoles.[cita requerida]

- La aparición del agujero de ozono se produce en invierno, cuando prácticamente no llega luz solar: el ozono es una molécula inestable (en ausencia de luz solar no se genera), pero sigue su destrucción, por lo que en invierno su concentración debe disminuir. Ya observó esto G.M.B. Dobson en 1968. El proceso natural marca un incremento de la concentración de ozono en primavera, cuando los rayos del sol permiten su creación. Sin embargo, lo observado en la Antártida es que en primavera la destrucción se acelera, lo que no corresponde al proceso natural.